# На страже
«На страже» — одна из центральных советских газет, посвящённых военным и оборонно-массовым вопросам. Издавалась с 10 мая 1927 года по 6 декабря 1941 года; целевой аудиторией газеты был личный состав Красной Армии, уволенные в запас красноармейцы и допризывной контингент советской молодёжи, помимо этого газета занималась распространением среди широких масс населения знаний и сведений по военному делу. 

## История
В начале газета «На страже» выходила как еженедельное военное приложение к «Крестьянской газете», а в качестве её издателя выступало Политуправление РККА и Центральный совет Осоавиахима. Через некоторое время газета стала печатным органом Центрального совета Осоавиахима, а её выпуск был налажен один раз в пятидневку. С марта 1939 года газета начала издаваться через день, а после возвращения в 1940-м году в СССР семидневной недели она начала печататься три раза в неделю.
Газета на своих страницах публиковала материалы о зарубежных вооружённых силах, о боевой подготовке в РККА, о повседневной жизни в деревне, давала ответы на вопросы читателей и т.п. Значительное внимание уделялось обсуждению жизни призванных на военные сборы граждан, освещению работы массовых оборонных организаций и т.д.
С началом Великой Отечественной войны газета «На страже» была преобразована в газету советского народного ополчения, которая занималась публикацией материалов, связанных с подготовкой обученных резервов для действующих сил фронта. 6 декабря 1941 года газета «На страже» решением правительства СССР была реорганизована в газету «Военное обучение», которая выполняла роль органа главного управления Всевобуча Наркомата обороны и Центрального совета Осоавиахима.